# Zehaye Bahta
Zehaye Bahta (amh. ጸሃዬ ባህታ, ur. ok. 1932) – etiopski kolarz szosowy.
Brał udział w igrzyskach olimpijskich w 1956 (Melbourne). Startował w wyścigu indywidualnym, w którym zajął 38. miejsce na 44 sklasyfikowanych zawodników (ogółem startowało ich 88). Trasę o długości 187,73 km przejechał w czasie 5-34,37 (do zwycięzcy stracił niecałe 13 i pół minuty). W klasyfikacji drużynowej, Etiopia została sklasyfikowana na ostatnim dziewiątym miejscu (warto jednak dodać, że 11 ekip w ogóle nie zostało sklasyfikowanych, gdyż wymogiem potrzebnym do sklasyfikowania było ukończenie wyścigu indywidualnego przez przynajmniej 3 kolarzy z danego kraju).